# 鍾永
鍾永（1460年—？），字世昌，順天府大興縣民匠籍，直隸吳縣人，明朝政治人物。

## 生平
順天府鄉試第二十二名舉人。弘治三年（1490年）中式庚戌科會試第二百八十三名，三甲第二十一名進士。

## 家族
曾祖鍾徐保；祖父鍾文；父鍾振，母張氏。慈侍下。